# داني شينكيل
داني شينكيل (بالهولندية: Danny Schenkel)‏ (1 أبريل 1978 بأمستردام في هولندا - ) هو لاعب كرة قدم هولندي في مركز الدفاع. لعب مع سبارتا روتردام وفيلم تو تيلبورغ ونادي أيك لارنكا ونادي تلستار ‏ وAFC Ajax (amateurs) ‏.